# Millerton (Oklahoma)
Millerton es un pueblo ubicado en el condado de McCurtain en el estado estadounidense de Oklahoma. En el año 2010 tenía una población de 	320 habitantes y una densidad poblacional de 69,57 personas por km².

## Geografía
Millerton se encuentra ubicado en las coordenadas 33°59′10″N 95°00′53″O / 33.986184, -95.014770.

## Demografía
Según la Oficina del Censo en 2000 los ingresos medios por hogar en la localidad eran de $19,375 y los ingresos medios por familia eran $31,875. Los hombres tenían unos ingresos medios de $30,577 frente a los $15,000 para las mujeres. La renta per cápita para la localidad era de $11,168. Alrededor del 26.7% de la población estaban por debajo del umbral de pobreza.